# Jägerbataillon Steiermark
Das Jägerbataillon Steiermark „Erzherzog Johann“ ist in Sankt Michael in Obersteiermark beheimatet. Kommandant ist seit dem 15. Oktober 2018 der Grazer Oberst Markus Mesicek.
Das Bataillon mit dem Traditionsnamen „Erzherzog Johann“ ist das einzige Miliz-Jägerbataillon in der Steiermark. Es dient den Streitkräften als rasch verfügbare Reserve bei Inlandsaufgaben des Bundesheeres und ist ein wesentlicher Personalbereitsteller für Auslandseinsätze. Die Personalstärke liegt bei ca. 840 Soldaten. Seit der Formierung im Jahre 2006 wurden alle zwei Jahre Beorderte Waffenübungen (BWÜ) mit der steten Bezeichnung „KREIDFEUER“ durchgeführt.
Das mobilmachungs-verantwortliche Kommando des Jägerbataillons Steiermark war bis 2016 das Militärkommando Steiermark, seitdem ist es das Jägerbataillon 18 in der Landwehr-Kaserne in St. Michael.
Die Soldaten des Jägerbataillons Steiermark nehmen es neben ihren zivilen Aufgaben freiwillig auf sich, militärische Fähigkeiten zu trainieren, um an der Erfüllung der Kernaufgaben des Bundesheeres „Schutz und Hilfe“ im In- und Ausland mitzuwirken.
Das Bataillon trainiert dabei vor allem den Schutz von wichtigen Gebäuden und Einrichtungen sowie den sicherheitspolizeilichen Assistenzeinsatz. Im Katastrophenfall sind die Milizsoldaten in der Lage, rasch Hilfe zu leisten.

## Kommandanten des Jägerbataillons Steiermark
- Oberst Bernd Schlögl (2006–2012)
- Oberst Michael Miggitsch (2012–2018)
- Oberst Markus Mesicek (seit 2018)

## Einsätze
- KREIDFEUER 2014 – Convoying im Raum Graz (GÜPL Pöls), Fliegerhorst Nittner und Südsteiermark
- AirPower 2016 – Personen- und Zutrittskontrollen, Zeltweg Fliegerhorst Hinterstoisser
- KREIDFEUER 2018 – Schutz am TÜPL Allensteig (NÖ)
- KREIDFEUER 2022 – Schutz im Raum Leoben (St)

## Organisation
Struktur
- Bundesministerium für Landesverteidigung und Sport
  - Streitkräfteführungskommando
    - 7. Jägerbrigade
    - Jägerbataillon 18
      - Jägerbataillon Steiermark
        - Bataillonskommando
        - Stabskompanie
        - 1. Jägerkompanie
        - 2. Jägerkompanie
        - 3. Jägerkompanie